# Pik Tandykul
Der Pik Tandykul (oder Taldy Köl; russisch Пик Тандыкуль) ist ein Berg im Alaigebirge in Zentralasien.
Der vergletscherte Berg befindet sich an der Grenze zwischen Kirgisistan und Tadschikistan. Er ist mit einer Höhe von 5544 m der höchste Berg im Alaigebirge. Dominanz-Bezugspunkt ist der 36 km nordwestlich gelegene 5621 m hohe Pik Skalisty. An seiner Westflanke im kirgisischen Oblus Batken erstreckt sich der Artscha-Baschi-Gletscher, dessen Abfluss dem nach Norden strömenden Soʻx zufließt. Die Ostflanke liegt auf dem Gebiet der tadschikischen Provinz Nohijahoi tobei dschumhurij. An der Nordostflanke strömt der Tandykulgletscher in ostsüdöstlicher Richtung. Gemeinsam mit einem kleineren Gletscher, der sich an der Südostflanke des Pik Tandykul befindet, speist er einen rechten Zufluss des Surchob (rechter Quellfluss des Wachsch).

## Karten
- russ. Karte (Sowjetische Generalstabskarte 1:100.000)